# DJ Cam
DJ Cam, właśc. Laurent Daumail (ur. w 1973 w Paryżu) – francuski DJ i producent muzyczny, którego styl bazuje na instrumentalnym hip-hopie i trip-hopie z bardzo wyczuwalnym wpływem jazzu.

## Dyskografia
- Underground Vibes (1994)
- Underground Live (1996)
- Mad Blunted Jazz (1996) [Wydanie na 2CD zawierające utwory z Undergound Vibes i Underground Live]
- Substances (1996)
- DJ-Kicks (1997)
- The Beat Assassinated (1998)
- The Beat Assassinated Limited Edition Instrumental EP (1998)
- The Loa Project Volume 2 (2000)
- The French Connection (2000)
- Honeymoon (2001)
- Fillet Of Soul (2003) [Razem z Tassel And Naturel]
- Liquid Hip Hop (2004)
- My Playlist (2005)
- Fillet Of Soul Opus 2 (2005) [Razem z Tassel And Naturel]
- Revisited By (2006)
- Best of DJ CAM (2006)
- Lost and Found (2007)
- VA - Saint Germain Des Pres Cafe Vol.9 (jako DJ Cam Quartet) (2007)
- Soulshine (2008)
- Diggin' (DJ Cam Quartet) (2009)
- Stay (DJ Cam Quartet) (2009)
- Seven (2011)